# Midland, Maryland
Midland är en kommun (town) i Allegany County i Maryland. Vid 2010 års folkräkning hade Midland 446 invånare.